# Bart Leenen
Bart Leenen (Venlo, 26 maart 1981) is een Nederlandse handbaldoelman. Hij speelde respectievelijk voor Blerick, BFC en Bevo. In 2011 keerde hij samen met zijn broer, Roel Leenen, weer terug naar Blerick, als reden om op lager niveau te willen handballen.